# Adelpha iphiclus
Adelpha iphiclus, a irmã Iphiclus , é uma borboleta da família nymphalidae. Ela foi descrito por Carl Linnaeus em seu 1758 na 10ª edição do Systema Naturae. Ela é encontrada nos trópicos e sub-trópicos da América Central e do Sul, do México à Bolívia. O habitat consiste de áreas perturbadas em decíduos e florestas verdes em altitudes que variam de 0 a 1.200 metros.
A envergadura é de cerca de 47 mm. Machos adultos, envolver-se em enlamamento. Adultos de ambos os sexos comem em frutas bem maduras de manga, Guazuma e Genipa, mas também têm sido observadas a alimentar-se de néctar de Vochysia e Paullinia flores.
As larvas alimentam de espécies como: Calycophyllum candidissimum, Isertia e Uncaria. Jovens larvas alimentar-se das pontas das folhas. Ela constrói uma cadeia de excreta sólida ao longo da nervura central. Larvas adultas são castanho-escuro.

## Subespecies
- Adelpha iphiclus iphiclus (México ocidental, Colômbia, Venezuela, Equador, Peru, Bolívia, Suriname, Brasil: Amazonas, Mato Grosso)[3]
- Adelpha iphiclus ephesa (Ménétriés, 1857) (Brasil: Santa Catarina, São Paulo e nordeste da Argentina)
- Adelpha iphiclus estrecha Willmott & Hall, 1999 (Equador ocidental)

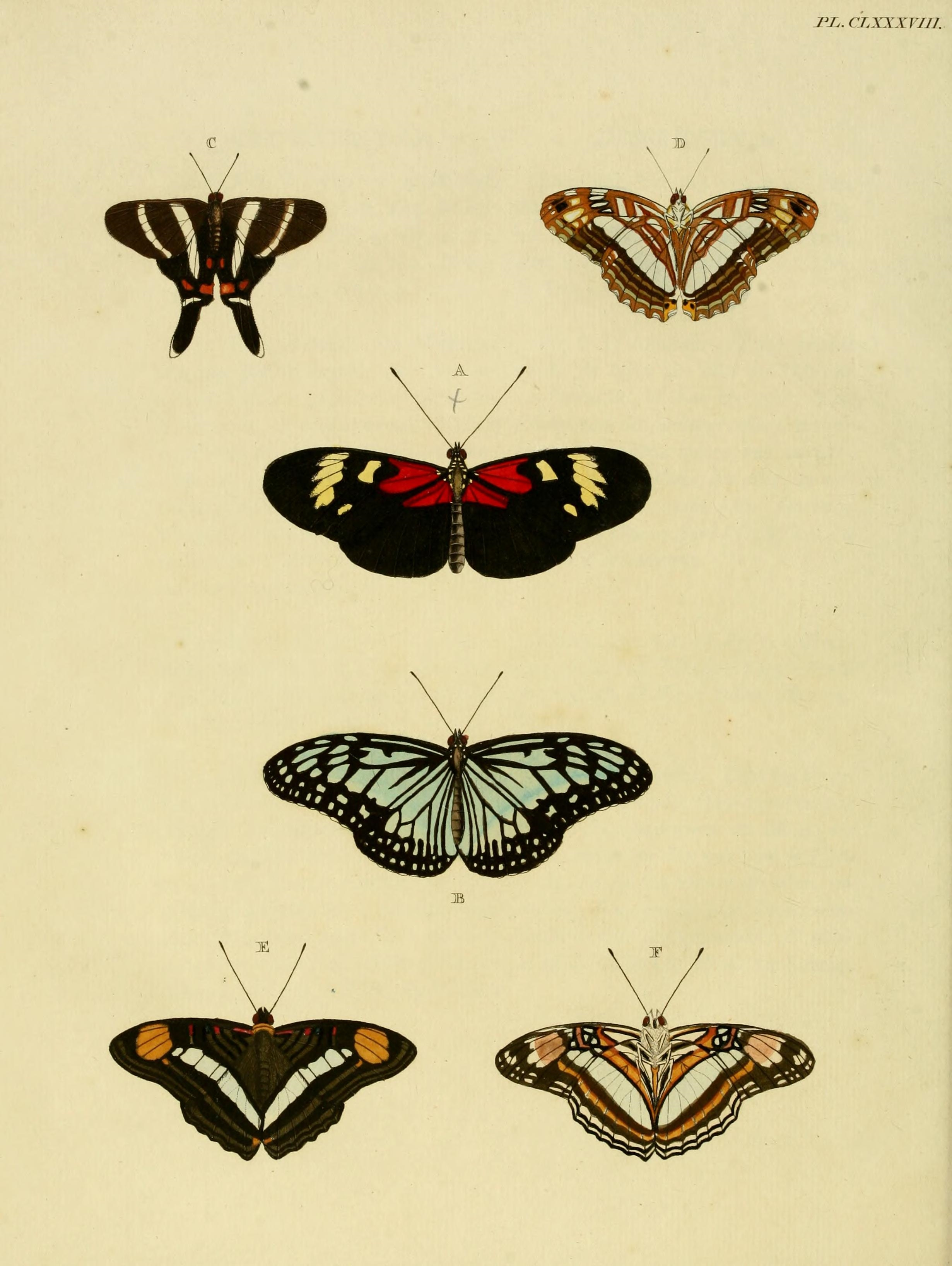
Em "Uitlandsche Kapellen E e F" de Pieter Cramer e Caspar Stoll